# Замок Тіреллспасс
Замок Тіррелспасс (англ. Tyrrellspass Castle) — один із замків Ірландії, розташований в графстві Західний Міт, стоїть біля одноіменного селища Тіррелспасс. Замок побудований в норманському стилі. Завершення будівництва датується 1411 роком. До цього тут був більш давній замок, але про нього майже нічого не відомо. Це єдиний замок феодалів родини Тіррелл, який зберігся до нашого часу.

## Історія замку Тіррелспасс
Замок висотою біля 20 метрів, має вежу та інші кам'яні споруди. Замок був побудований для оборони, містить низку сполучених приміщень. Збереглись гвинтові сходи та балки стелі, що датуються 1280 роком. Збереглися бійниці, та інші пристосування необхідні для оборони.
Давня назва цих місць і цього замку Фартуллах. Тут в 1597 році капітан Річард Тіррел — союзник ірландського ватажка Аода Мора О'Нейлла (ірл. — Aodh Mór Ó Néill) під час так званої Дев'ятирічної війни в Ірландії розбив англійську армію. Ця перемога ірландських повстанців ввійшла в історію як битва під Тіррелспасс.
У 1650 році під час постання за незалежність Ірландії та «Війни Трьох Королівств» замок захопили війська Олівера Кромвеля та використали його як в'язницю. Багато людей було в'язнями цього замку, багато людей тут були скарані на горло, коли Олівер Кромвель втопив повстання за незалежність Ірландії в крові. Після реставрації монархії замок придбала родина Рошфорд, що пізніше отримала титул графів Бельведер. У 1796 ІІ граф Бельведер віддав замок в оренду британській армії — замок став казармою. У 1850 році замок перейшов у володіння Чарльза Брінслі Марлея, потім до онука єдиної дочки І графа Бельведер, потім до полковника Чарльза Говвард-Бері — дослідника. Він продав будинки на території садиби. Після стількох років бурхливої історії замок перебував у жалюгідному стані. Замок був реставрований Філіпом Гіннеллом в 1970 році.
На початку 1990 року замок переробили в сучасний ресторан. Нині він працює під назвою «Тіррелпасс Кастл Ресторан». Тут проводяться бенкети у стилі середньовіччя.